# John Pérez
John A. Pérez (sinh ngày 28 tháng 9 năm 1969) là một nhà tổ chức và chính khách Mỹ. Ông là một Nhiếp chính của Đại học California kể từ ngày 17 tháng 11 năm 2014, trước đây là Chủ tịch Quốc hội California thứ 68 từ ngày 1 tháng 3 năm 2010 đến ngày 12 tháng 5 năm 2014. Một thành viên của Đảng Dân chủ, ông đại diện cho quận 46 (2008–2012) và quận 53 (2012–2014) tại Quốc hội bang California.
Vào ngày 9 tháng 10 năm 2013, Pérez tuyên bố ứng cử vào Kiểm soát viên Tiểu bang California. Pérez đã hoàn thành thứ ba trong cuộc bầu cử, theo sau Betty Yee với 480 phiếu bầu. Sau khi ban đầu kêu gọi kể lại ở 15 quận của California, Pérez cuối cùng đã thừa nhận với Yee hơn một tháng sau cuộc bầu cử. Cuối năm 2014, ông được Thống đốc Jerry Brown bổ nhiệm làm Nhiếp chính của Đại học California; vào tháng 5 năm 2019, các nhiếp chính gia đã bầu ông làm chủ tịch.

## Đời tư
Pérez là người đồng tính công khai và Chủ tịch LGBT công khai đầu tiên của Quốc hội bang California. Sau Allan Spear của Minnesota, ông là người LGBT thứ hai được bầu để lãnh đạo một phòng lập pháp tiểu bang.  Cuộc bầu cử của ông với tư cách diễn giả trước cuộc bầu cử tháng 2 năm 2010 của Gordon D. Fox, một đảng Dân chủ đồng tính công khai, là người phát ngôn của Hạ viện Rhode Island, mặc dù Fox đã nhậm chức ngay lập tức và Pérez không nhậm chức cho đến ngày 1 tháng 3  người đồng tính công khai được bổ nhiệm vào Hội đồng Quản trị của Đại học California. Người đầu tiên là Sheldon Andelson, thành viên hội đồng quản trị của Trung tâm dịch vụ cộng đồng đồng tính nam và đồng tính nữ Los Angeles, người được bổ nhiệm vào năm 1980, cũng bởi Thống đốc lúc đó là Jerry Brown.
Quỹ Chiến thắng của người đồng tính nam và người đồng tính nữ đã ủng hộ Pérez cho cuộc bầu cử.  Ông là thành viên của Hiệp hội LGBT Lập pháp California.